# Diplocentrus longimanus
Diplocentrus longimanus o escorpión de manos gordas es un arácnido perteneciente a la familia Diplocentridae del orden Scorpiones. Esta especie fue descrita por Santibáñez-López y colaboradores en 2011. El nombre “longimanus” refiere al tamaño alargado de la quela del pedipalpo del macho de esta especie.

## Nombre común
- Español: escorpión de manos gordas.

## Clasificación y descripción de la especie
Es un  escorpión perteneciente a la familia Diplocentridae, del orden Scorpiones. El color de su carapacho es café oscuro a anaranjado, el vientre es café, y su cuerpo es café oscuro, los pedipalpos son de color marrón rojizo. El carapacho tiene un borde anterior en forma de “U”. Llega a medir hasta 8 cm de longitud. Una característica llamativa de los integrantes de este género son el tamaño de sus tenazas, las cuales sobresalen por ser grandes y robustas.

## Distribución de la especie
Especie endémica de México, se encuentra en la Sierra de Huautla, en la parte meridional del estado de Morelos, en su frontera con el estado de Guerrero.

## Ambiente terrestre
Se le halla en altitudes que van de los 700 a los 1400 m s. n. m., donde el tipo de vegetación dominante es la selva baja caducifolia, sus hábitos son nocturnos, por lo que durante el día se refugia bajo piedras grandes y troncos.

## Estado de conservación
No se encuentra dentro de ninguna categoría de riesgo en las normas nacionales e internacionales, esto debido en gran medida al poco conocimiento que se tiene de la especie. 